# Joseph Wu

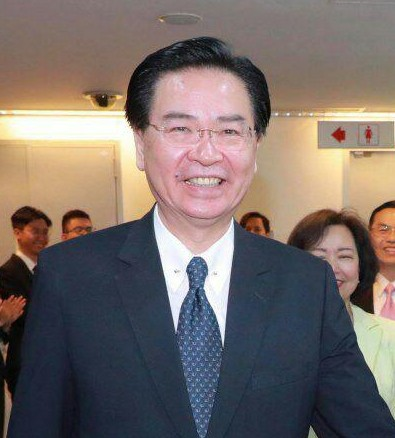
Joseph Wu (2018)

Jaushieh Joseph Wu (chinesisch 吳釗燮, Pinyin Wú Zhāoxiè, Pe̍h-ōe-jī Ngô͘ Chiau-siat; * 31. Oktober 1954 in Dacheng, Changhua) ist ein taiwanischer Politiker der Demokratischen Fortschrittspartei und war von Februar 2018 bis Mai 2024 Außenminister der Republik China (Taiwan).

## Leben und Karriere
Joseph Wu studierte zunächst Politikwissenschaften an der Chengchi-Nationaluniversität und Saint Louis University, bevor er an der Ohio State University promovierte. Danach war er als wissenschaftlicher Mitarbeiter bei der Ohio State University beschäftigt und wechselte später zurück an die Chengchi-Nationaluniversität. Dort wurde er Leiter des Instituts für Internationale Beziehungen. Im Mai 2004 wurde er zum Vorsitzenden des Rates für Festlandangelegenheiten ernannt (siehe Taiwan-Konflikt). Von 2007 bis 2008 war er Vertreter der Republik China in den Vereinigten Staaten. Wu wurde am 26. Februar 2018 als neuer Außenminister ins Kabinett von Premierminister Lai Ching-te berufen. Er trat damit die Nachfolge von David Lee an. Als dieser im November 2018 seinen Rücktritt bekannt gab, folgte Joseph Wu ins Kabinett von Su Tseng-chang.
Anfang Oktober 2021 warnte Wu vor dem Hintergrund zahlreicher Luftraumverletzungen der chinesischen Luftwaffe vor einem neuen Krieg mit der Volksrepublik China. Als Folge dieser Entwicklung im Taiwan-Konflikt kündigte er an, die Sicherheitskooperation mit Australien auszubauen.